# 나래나노텍
나래나노텍(Narae NanoTech Corp)는 대한민국의 디스플레이 자동화 장비 기업이다. 본사는 경기도 용인시 처인구 백옥대로 250에 위치해 있으며 대표이사는 장동원이다.

## 연혁
1995년 ㈜나래 설립, 2000년 나래나노텍으로 회사명을 변경하였다

## 제품
LCD, OLED, Panel 등 디스플레이 공정 과정에 쓰이는 각종 설비를 생산한다

## 같이 보기
- 아텍

## 참고문헌
1. ↑  박종선, 유진투자증권 중소형주, 분석보고서, 2023년 6월 13일, 2023년 하반기 산업전망- 나래나노텍
2. ↑  전기차 적용 AMOLED 기판 양산화 성공 나래나노텍의 주가 방향은?, 미래경제뉴스, 2022.11.14
3. ↑  특징주 나래나노텍, 애플 AR·VR 플렉서블 채택 전망.. 韓·中 1위 플렉서블 코팅 ‘강세’, 서울경제, 2022-05-20
4. ↑  강철, 공모 나서는 나래나노텍, 구주매출은 아텍 유력, 더벨, 2021-12-02